# Великие Лазы

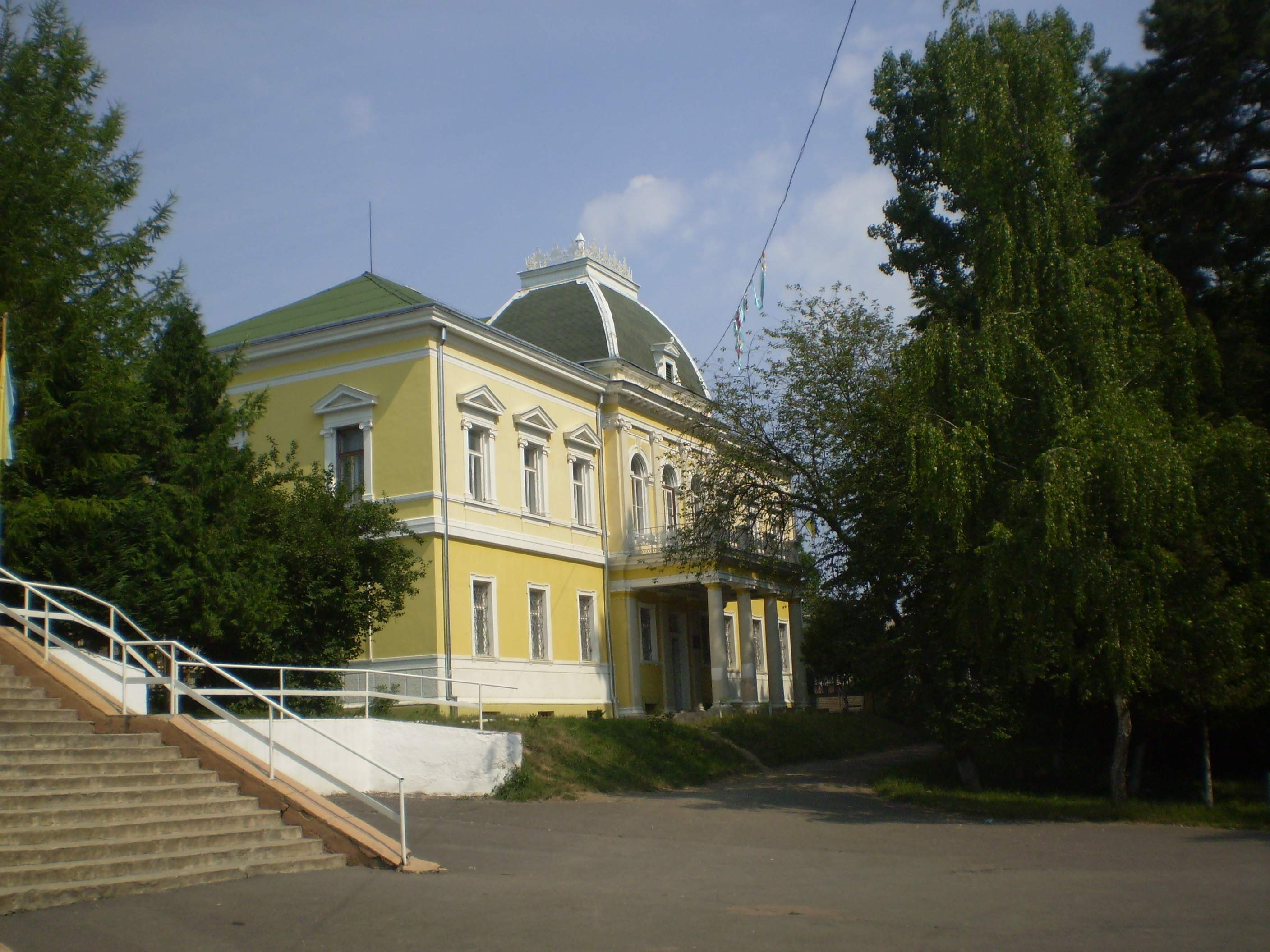
Дворец Плотени в с. Великие Лазы (конец XIX в.)

Вели́кие Лазы́ (укр. Великі Лази) — село в Баранинской сельской общине Ужгородского района Закарпатской области Украины.
Население по данным составляет более 1400 человек. Почтовый индекс — 89440. Телефонный код — . Занимает площадь 0,29 км².

## Известные уроженцы
- Алекса Бокшай — чехословацкий футболист.